# Boulonnais
El Boulonnais (pronunciación aproximada: boulonné, arcaicamente llamado en español "Boloñesado") es una región natural (valle boscoso) situado en el litoral de la Mancha (departamento del Paso de Calais). Constituye el último país del puerto de Boulogne-sur-Mer. Boulonnais es también el nombre utilizado para designar una raza equina originaria del Boulonnais.

## Situación

### Regiones naturales limítrofes
- Blootland
- Plateau de Licques
- Ternois

## Geología, geomorfología
El Boulonnais está considerado como un anticlinal erosionado (un pliegue). Si realmente su relieve, así como el de Artois, son una consecuencia de la compresión alpina, resulta más exacto considerarlo como un demi-graben inverso.
La falla normal inversa (falla de Ferques) corresponde a un hundimiento de la edad jurásica que se formó a causa de la separación del Atlántico. Su inversión se reanudó por la fuerza de la compresión alpina que provocaron el pandeo del continente Europeo. La formación de los relieves armoricanos, ardenosos, del Eifel, del Pays de Bray, y la subsidencia de la Sologne son debidas a este pandeo.
En la región de Marquise, en el centro del anticlinal, la cobertura mesozoica está totalmente erosionada, y el zócalo herciniano paleozoico ha aflorado. Es, en todo caso, una especie de reaparición de las Ardenas a 200 kilómetros de Fagnes donde se hunden bajo la cobertura.
Está delimitada por una costa gredosa en la que dominan las colinas interiores de arcilla. La costa Norte se interrumpe en el litoral por las fallas: Cabo Gris-Nez y Cabo Blanc-Nez. La costa Sur está separada de la costa por las dunas. En el extremo opuesto del repliegue se encuentra, frente a frente, en la costa inglesa de la Mancha (región de Down hills).

### Evoluciones recientes
La parte costera se presenta como un relieve particularmente vigoroso, que gracias a la greda tiene una apariencia muy clara e incluso luminosa bajo el sol. El pastoreo mantiene una vegetación cálcica rasa.
La parte sur del litoral se compone de playas, dunas y de una floresta Hardelot, es una zona turística muy atractiva. Las fallas de Cap Gris-Nez y de Cap Blanc-Nez, desde donde pueden verse las costas inglesas son un landmark para la región.

## Hidrografía
El Boulonnais está drenado por el Liane pequeño río costero. El puerto de Boulogne se encuentra en el estuario.

## Historia y cultura

### Pintores del Boulonnais
- Albert Carrier-Belleuze
- Maurice Boitel
- Carolas-Duran
- Francis Tattegrain

### Idioma
El boulonnais es uno de los dialectos picardos y se sitúa en el extremo septentrional de las lenguas de oïl. En ocasiones se mezcla con el anglo-normando. En Boulogne y sus cercanías, se utilizaban, exclusivamente, las conjugaciones anglo-normandas que fueron desapareciendo, progresivamente, desde el siglo XIV. En algunas villas costeras el dialecto se mezcla con palabras anglosajonas y la j de algunos topónimos se pronuncia, todavía, como la th palatina inglesa.

### Tradiciones
La antigua fiesta nacional de la Asunción del 15 de agosto, sigue siendo fiesta nacional en el Canadá francés, y se continua celebrando en el Boulonnais, aunque trasladada al día 14 de julio.
La parte más importante de la misma es la misa a la que sigue la procesión y la bendición del mar, fiesta típica de los pescadores de Audresselles a la que acude gran gentío.

## Producción
El Boulonnais es una región en la que se cría el ganado bovino y Boulogne es un puerto de pesca (actualmente el primer puerto haliéutico francés, históricamente en competencia con Étaples). 
El Boulonnais es célebre por la crianza de caballos empleados para la pesca y de tiro. Los recursos geológicos han permitido el desarrollo de diversas actividades: 
cemento, 
loza (en Desvíes), 
siderurgia, 
tierras refractarias, 
extracción de mármol (en Rinxent, región de Marquise).

## Paisaje y arquitectura tradicional
El Boulonnais es un país de valles boscosos y aldeas dispersas.

## Fauna y flora
- el boulonnais, caballo de pesca y de tiro
- el cordero boulonnais
- la manzana Reineta de Flandes
- la manzana Cabarette

## Gastronomía
- Welsch

## Lugares
- Cap Blanc-Nez
- Cap Gris-Nez
- Château de Boulogne-sur-Mer
- Colonne de la Grande-Armée
- Vallée Heureuse (Boulonnais)

## Ciudades y pueblos de Boulonnais
- Alembon
- Ambleteuse
- Audresselles
- Boulogne-sur-Mer
- Desvres
- Samer

## Deanato y parroquias
El Boulonnais constituye el deanato de Desvres.
De este deanato dependen muchas parroquias, las más activas son:
- Notre-Dame-des-Flots,